# Явор Матеев
Явор Антонов Матеев е български офицер, генерал-лейтенант, военен парашутист, първи клас, военен представител на началника на отбраната във Военния комитет на НАТО и във Военния комитет на Европейския съюз.

## Биография
Роден е на 5 декември 1967 г. в София. Учи в ЕСПУ „Васил Коларов“ във Вършец. Завършва Висшето народно военно училище във Велико Търново през 1989 г. с профил разузнавач, а после и Военната академия в София. Преминава през длъжностите командир на разузнавателна група, на разузнавателен взвод (1989 – 1992), на парашутно-разузнавателна рота (1992 – 1994). Бил е началник на „Парашутно-десантна служба“ (1994 – 1996), помощник-началник и старши помощник-началник на отдел в Командването на Силите за специални операции. Завършва Националния университет по отбраната на САЩ във Вашингтон през 2007 г. В отделни периоди е началник на отделение в Щаба на Сухопътните войски (2006), заместник-началник на направление в Щаба на Сухопътните войски, началник на отдел „Съвместни съоръжения и координационни дейности“ и заместник-директор на дирекция „Съвместни съоръжения и координационни дейности“ в Щаба на отбраната. В периода 2002 – 2008 г. участва в мисии в Босна и Херцеговина. От 13 ноември 2015 г. е командир на 68-а бригада „Специални сили“. От същата дата е бригаден генерал.
На 25 ноември 2019 г. бригаден генерал Явор Матеев е освободен от длъжността командир на 68 бригада „Специални сили“, назначен на длъжността командир на Съвместното командване на специалните операции и удостоен с висше офицерско звание генерал-майор. Считано от 19 декември 2024 г. е освободен от длъжността командир на „Съвместното командване на специалните операции“ и назначен за военен представител на началника на отбраната във Военния комитет на НАТО и във Военния комитет на Европейския съюз. Със същият указ е повишен в звание генерал-лейтенант.

## Образование
- ЕСПУ „Васил Коларов“, Вършец
- Висше народно военно училище „Васил Левски“, разузнаване (до 1989)
- Военна академия „Г.С.Раковски“

## Военни звания
- Лейтенант (1989)
- Старши лейтенант (1992)
- Капитан (1996)
- Майор (1999)
- Подполковник (2003)
- Полковник (2009)
- Бригаден генерал (13 ноември 2015)
- Генерал-майор (25 ноември 2019)
- Генерал-лейтенант (19 декември 2024)